# Општина Путинеју (Телеорман)
Путинеју (рум. Putineiu) општина је у Румунији у округу Телеорман.
Oпштина се налази на надморској висини од 79 m.